# Jan Kayzer
Jan Kayzer (ur. 21 grudnia 1891 w Poznaniu, zm. wiosną 1940 w Katyniu) – podporucznik rezerwy kawalerii Wojska Polskiego, kawaler Krzyża Walecznych, ofiara zbrodni katyńskiej.

## Życiorys
Urodził się w rodzinie Jana i Jadwigi z Rothów. Z wykształcenia agronom. Powołany do armii niemieckiej, walczył na frontach I wojny światowej. Po powrocie w rodzinne strony wziął udział w powstaniu wielkopolskim. Wstąpił do Wojska Polskiego, walczył w wojnie polsko-bolszewickiej.
W okresie międzywojennym pracował jako powiatowy inspektor ubezpieczeń wzajemnych w Gnieźnie. Awansował do stopnia podporucznika w 1926. W 1932 był podporucznikiem rezerwy ze starszeństwem z dniem 1 lipca 1925 i 102 lokatą w korpusie oficerów rezerwy kawalerii. Jednostka macierzysta: 2 pułk szwoleżerów. Podlegał pod PKU Poznań Miasto. Działał w Komendzie Powiatowej WF i PW
W kampanii wrześniowej wzięty do niewoli radzieckiej. Według stanu na grudzień 1939 był jeńcem obozu w Kozielsku. Między 3 a 5 kwietnia 1940 przekazany do dyspozycji naczelnika smoleńskiego obwodu NKWD – lista wywózkowa bez numeru, poz. 65 z 2.04.1940. Został zamordowany między 4 a 7 kwietnia 1940 przez NKWD w lesie katyńskim. Zidentyfikowany podczas ekshumacji prowadzonej przez Niemców w 1943, zapis w dzienniku ekshumacji pod datą 15.05.1943. Przy szczątkach znaleziono kartę książeczki oficera rezerwy, certyfikat, dwie fotografie, świadectwo szczepień obozowych, wizytówki z adresem Gniezno, Warszawska 3 m 3. Figuruje na liście AM-226-2188 i liście Komisji Technicznej PCK pod numerem: GARF-78-02188. Nazwisko Kayzera znajduje się na liście ofiar opublikowanej w Gońcu Krakowskim (nr 2788!) nr 135 i w Nowym Kurierze Warszawskim nr 139 (nr 2188) z 1943. Pochowany w Bratniej Mogile IV. Krewni do 2005 poszukiwali informacji przez Biuro Informacji i Badań Polskiego Czerwonego Krzyża w Warszawie. W Archiwum Robla nazwisko Kayzera z dopisanym adresem – Gniezno, ul. Warszawska, znajduje się w notatniku wśród nazwisk oficerów wraz z ich adresami (pakiet 01692-02) znalezionym przy szczątkach por. rez. Józefa Jaroszyńskiego oraz jest zakreślone na jednej z niedatowanych kart z imiennymi listami oficerów znalezionej przy szczątkach kpt. Stanisława Karońskiego (pakiet 0693-03)

Mieszkał w Gnieźnie, na ul. Warszawskiej 3. Był żonaty z Marią z Bińczowskich, miał syna Zbigniewa.
5 października 2007 minister obrony narodowej Aleksander Szczygło mianował go pośmiertnie na stopień porucznika. Awans został ogłoszony 10 listopada 2007 w Warszawie, w trakcie uroczystości „Katyń Pamiętamy – Uczcijmy Pamięć Bohaterów”.

## Ordery i odznaczenia
- Krzyż Walecznych
- Krzyż Kampanii Wrześniowej – pośmiertnie 1 stycznia 1986[14]